# Bodycheck (Film)
Bodycheck ist ein US-amerikanischer Film von Peter Markle aus dem Jahre 1986,  in dem Rob Lowe, Patrick Swayze, Cynthia Gibb und Keanu Reeves mitspielen.

## Handlung
Der 17-jährige Dean Youngblood lebt zusammen mit seinem Vater und älterem Bruder Kelly auf einer Farm im US-Bundesstaat New York. Wie sie ist er ein begeisterter Eishockey-Spieler. Nachdem Kelly seine Karriere im Eishockey aufgrund einer Augenverletzung beenden musste, will Dean in dessen Fußstapfen treten und stellt sich bei den Hamilton Mustangs in Kanada vor. Sein Testtraining ist erfolgreich und er wird in das Team aufgenommen. Anfangs hat er einige schwere Prüfungen durch die Mitglieder der Mannschaft zu bestehen, wird danach jedoch vom Team anerkannt. Während der Spielsaison verliebt er sich in die Tochter des Trainers, dem das ein Dorn im Auge ist.
Im Spiel gegen die Thunderbay Bombers erfährt Dean zum ersten Mal die Härte in dieser Liga, als in einem Rückspiel sein Mannschaftskollege Derek durch ein Foul seines Rivalen Racki eine schwere Kopfverletzung erleidet. Dean gerät in einen Gewissenskonflikt. Als der Trainer weiter bedingungslose Härte fordert, entschließt er sich, das Team der Mustangs zu verlassen. Zurück auf der Farm stellt Youngblood fest, dass Eishockey spielen das Einzige ist, das er wirklich kann und beginnt ein hartes Training, bei dem ihn nun sein Bruder unterstützt. Der „Softie“ Dean erlernt nun auch das Boxen, um in der Liga besser bestehen zu können. Schließlich kehrt er zur Mannschaft zurück und schießt im letzten Spiel gegen die Thunderbay Bombers das entscheidende Tor zum Sieg. Nach Spielende entsteht zwischen ihm und Racki eine Prügelei, die Dean gewinnt.
Der Film endet damit, dass Dean bei den Mustangs bleibt und weiterhin mit der Tochter seines Trainers zusammen ist, der ihn nun akzeptiert. Auch sein Freund Derek ist inzwischen wieder genesen, sollte eigentlich kein Eishockey mehr spielen, wird dies aber trotzdem wieder tun, da er „den Sport so liebt“ und „sich keinen Bürojob vorstellen kann“.

## Synchronisation
Es existieren zwei unterschiedliche Synchronfassungen aus dem Jahr 1986.
Die deutsche Synchronisation in der ersten Version entstand nach einem Dialogbuch und unter der Dialogregie von Ronald Nitschke im Auftrag der Berliner Synchron GmbH Wenzel Lüdecke. Für die zweite Version waren für das Dialogbuch Wolfgang Müller und für die Regie Michael Richter im Auftrag der Berliner Legard Synchron GmbH verantwortlich
| Darsteller        | Sprecher Synchro-Version 1 | Rolle             | Sprecher Synchro-Version 2 |
| ----------------- | -------------------------- | ----------------- | -------------------------- |
| Eric Nesterenko   | Hans Nitschke              | Blane Youngblood  |                            |
| Rob Lowe          | Benjamin Völz              | Dean Youngblood   | Patrick Winczewski         |
| Patrick Swayze    | Ronald Nitschke            | Derek Sutton      | Wolfgang Müller            |
| Ken James         | Hermann Ebeling            | Frazier           |                            |
| Keanu Reeves      | Frank Schaff               | Heaver            |                            |
| Peter Faussett    | Oliver Rohrbeck            | Huey Hewitt       |                            |
| Cynthia Gibb      | Maud Ackermann             | Jessie Chadwick   |                            |
| Jim Youngs        | Thomas Petruo              | Kelly Youngblood  |                            |
| Fionnula Flanagan | Inken Sommer               | Miss McGill       |                            |
| Ed Lauter         | Friedrich Georg Beckhaus   | Murray Chadwick   |                            |
| George J. Finn    | Tobias Meister             | Racki             |                            |
| Harry Spiegel     | Gerd Holtenau              | Thunder Bay Coach |                            |

## Kritiken
- „Weitgehend spannungslose Geschichte um das Erwachsenwerden, die nur in wenigen Einstellungen dem Eishockey-Sport Reize abgewinnen kann und zumeist Schlägereien und üble Fouls zu bieten hat.“[3]

Die Filmbewertungsstelle Wiesbaden verlieh der Produktion das Prädikat wertvoll.